# 위성 도시
위성 도시(衛星都市)는 대도시의 주변에 있는 그 대도시의 기능을 분담하는 도시이다. 
행정적으로는 독립되어 있으며, 교통편 등의 관계 등으로 따져서 그 주변 교외에 있는 소도시 등에서 발달되어 있다. 
독자적인 지방정부(municipality)가 들어섰기에 대도시와는 행정적으로 분리되어있다.
명칭은 대도시 주변에 위성처럼 존재해서 이 이름이 붙여졌지만, 실제로는 도시권의 발달 또는 교통기관·교통망의 의한 것이 많고, 발달된 대도시의 도시권의 일부로 되어있는 경우가 있다. 
위성 도시는 대체로 대도시의 주거 기능을 분담하는 경우가 많지만 공업이나 행정 등 특수 기능을 담당하는 위성 도시도 있다.
대한민국의 1981년 광명시 승격 및 1990년대 1기 신도시 건설 사업과 같이 대도시의 비대화를 억제하고 자치 분권을 장려하기 위해 위성도시의 육성이 정책적으로 촉진되는 경우가 있고, 반대로 도시권의 광역행정 문제를 근본적으로 해결하기 위해 1965년 그레이터 런던의 출범이나 현재의 베이징 시의 사례와 같이 위성도시가 대도시 행정구역으로 합병되기도 한다. 
미국의 경우, 대도시 지방정부의 근교 지역 합병(municipal annexation) 시도에 대항하는 차원에서 교외 주민들 주도로 위성도시 지방정부가 설립된 경우가 많다.

## 서울특별시의 위성도시 주요 기능
|                  |    | 주요 기능           | 주요 기능           | 주요 기능 | 주요 기능                          | 주요 기능                                                            | 주요 기능                                     |
| ---------------- | -- | ------------------- | ------------------- | --- | ---------------------------------- | -------------------------------------------------------------------- | --------------------------------------------- |
| 행정 구역 (면적) | 기 | 공업                | 교통                | 군사 | 주거                               | 행정                                                                 | 기타                                          |
| 가평 (843.6)     |    |                     |                     | 육군 66사단 수도기계화보병사단                                                                                              |                                    |                                                                      |                                               |
| 고양 (268.1)     |    |                     |                     | 육군 제1공병여단 9 · 56사단 1군여단 30기갑여단 제1포병여단                                                                  | 지축 · 일산신도시                  |                                                                      |                                               |
| 과천 (35.86 )    |    |                     |                     | 육군 제1방공여단 |                                    | 정부청사 입주                                                        | 일부기능은 세종시로 이관                      |
| 광명 (38.50)     |    |                     |                     | 육군 52사단 |                                    |                                                                      |                                               |
| 광주 (430.99)    |    |                     |                     | | 태전신도시                         |                                                                      |                                               |
| 구리 (33.31)     |    |                     |                     | | 갈매신도시                         |                                                                      |                                               |
| 군포 (36.42)     |    |                     |                     | | 산본신도시                         |                                                                      |                                               |
| 김포 (276.606)   |    |                     |                     | | 한강신도시                         |                                                                      |                                               |
| 남양주 (458.1)   |    |                     |                     | 육군 73 · 75사단 제7포병여단                                                                                                | 다산, 별내, 왕숙신도시             |                                                                      |                                               |
| 동두천 (95.66)   |    |                     |                     | 육군 28사단 |                                    |                                                                      |                                               |
| 부천 (53.4)      |    | 오정산업단지        |                     | | 중동신도시                         |                                                                      |                                               |
| 성남 (141.72)    |    |                     |                     | 공군 15전단 | 분당 · 위례 · 판교신도시           |                                                                      |                                               |
| 수원 (121.03)    |    |                     |                     | 공군 10전단 | 광교신도시                         | 경기도청(경기도 행정중심지)                                          | 농촌진흥청(농업 연구기관) 국토지리정보원 입주 |
| 시흥 (139.13)    |    |                     |                     | |                                    | 수도포병여단                                                         | 배곧신도시                                    |
| 안산(155.19)     |    | 반월산단 · 시화공단 |                     | |                                    |                                                                      |                                               |
| 안양 (58.48)     |    |                     |                     | | 평촌신도시                         |                                                                      |                                               |
| 양주 (310)       |    |                     |                     | 육군 8 · 25 · 72사단 | 양주신도시                         |                                                                      |                                               |
| 양평 (877.77)    |    |                     |                     | 육군 제2신속대응사단 |                                    |                                                                      |                                               |
| 연천 (676.32)    |    |                     |                     | 육군 제5사단 |                                    |                                                                      |                                               |
| 오산 (42.74)     |    |                     |                     | 오산 공군기지 공군방공관제사령부                                                                                            |                                    |                                                                      | 제1중앙방공통제소 주둔                        |
| 용인 (591.23)    |    |                     |                     | | 정보통신여단 육군 55사단           | 보정신도시                                                           |                                               |
| 의왕 (53.99)     |    |                     |                     | |                                    |                                                                      |                                               |
| 의정부 (81.54)   |    |                     |                     | 육군 5군지사 |                                    | 경기도청 북부청사 경기도교육청 제2청사 의정부지방법원 경기북부경찰청 |                                               |
| 이천 (497.9)     |    |                     |                     | 육군 제7여단 제7기동단 육군정보학교                                                                                         |                                    |                                                                      |                                               |
| 인천 (1,067.04)  |    | 남동공단            | 인천항 인천국제공항 | 육군 17사단 | 검단신도시                         |                                                                      |                                               |
| 파주 (672.78)    |    |                     |                     | 육군 제1사단 제2기갑여단 | 운정신도시                         |                                                                      |                                               |
| 평택 (458.2)     |    |                     | 평택·당진항         | 평택 해군기지 육군 제169보병연대 해군 제2함대 사령부 공군작전사령부 공군방공관제사령부 공군미사일방어사령부 제7항공통신전대 | 고덕국제신도시                     |                                                                      |                                               |
| 포천 (826.4)     |    |                     |                     | 육군 제5공병여단 제1기갑여단 제5포병여단                                                                                    |                                    |                                                                      |                                               |
| 하남 (93.05)     |    |                     |                     | | 감일, 교산, 미사, 위례, 풍산신도시 |                                                                      |                                               |
| 화성 (693.9)     |    |                     |                     | 육군 51사단 | 동탄신도시                         |                                                                      |                                               |